# Élections législatives sud-coréennes de 1992
Les élections législatives sud-coréennes de 1992 ont lieu le 25 mars 1992 afin de renouveler les 299 membres de l'Assemblée nationale, le parlement de la Corée du Sud. Le parti libéral démocrate a remporté une majorité relative des sièges avec 149 sièges sur les 299 qui composent l'Assemblée, 150 sièges étant nécessaire pour obtenir la majorité absolue. Le taux de participation y a été de 71,9%.

## Contexte
Les élections législatives de 1992, sont les deuxièmes élection de ce genre à se dérouler après les manifestations de juin 1987 ayant mis fin à la fin au régime du président Chun Doo-hwan. Elle précèdent l'élection présidentielle du 19 décembre 1992 à laquelle les trois principaux partis vont proposer un candidat. Cette élection verra Kim Young-sam du Parti libéral démocrate être élu à la présidence avec 42% des voix. 

## Système électoral
La Corée du Sud est dotée d'un parlement unicaméral, l'Assemblée nationale, composée de 299 sièges pourvus pour quatre ans selon un système mixte. Sur ce total, 237 sièges sont ainsi pourvus au scrutin uninominal majoritaire à un tour dans autant de circonscriptions. Les 62 sièges restants sont pourvus au scrutin proportionnel plurinominal avec listes fermées et seuil électoral de 3 % dans une unique circonscription nationale. Après décomptes des voix, les sièges à la proportionnelle sont répartis en appliquant le quota de Hare et au plus fort reste entre tous les partis ayant franchi le seuil électoral ou obtenu au moins cinq sièges majoritaire.
Lors des élections précédentes, 299 sièges étaient à pourvoir dont 224 au scrutin uninominal majoritaire à un tour et 75 à la proportionnelle.

## Partis
Le Parti libéral démocrate (DLP) au pouvoir est formé en 1990 à la suite de la fusion de l'ancien parti de la justice démocratique (DJP) et de deux partis d'opposition, le Parti démocratique de la réunification (RDP) et le Nouveau parti républicain démocratique (NDRP). La fusion a permis au DLP de disposer d'une très large majorité parlementaire de 218 sièges, soit plus des 2/3 des sièges. Le parti est dirigé par l'actuel président Roh Tae-woo et compte parmi ses membres l'ancien chef de l'opposition Kim Young-sam et l'ancien Premier ministre Kim Jong-pil .
Le Parti démocrate (DP) est devenu le principal parti d'opposition. Il est formé en 1991 par la fusion du Nouveau parti démocratique allié (appelé Parti démocratique de la paix aux précédentes élections ) dirigé par Kim Dae Jung, avec l'ancien Parti démocrate de Lee Ki-tack. Le DP remporte 97 sièges, soit moins du tiers des sièges de l'Assemblée, nécessaires pour empêcher le DLP de tenter de réviser la constitution.
Le Parti national de la réunification (RNP) est le seul parti conservateur en lice. Il est dirigé par le fondateur de Hyundai, Chung Ju-yung. Il a axé sa campagne sur l’économie et le piètre bilan du gouvernement du président Roh. Le RNP remporte 31 sièges, soit plus de 10% des sièges, avec 17,4% des suffrages exprimés, et se joint à l'opposition.

## Résultats
| partis                     | partis                             | Votes      | %    | Siège | Siège | Siège | Siège |
| partis                     | partis                             | Votes      | %    | SUM   | SPP   | Total | +/–   |
| -------------------------- | ---------------------------------- | ---------- | ---- | ----- | ----- | ----- | ----- |
|                            | Parti libéral démocrate            | 7 923 719  | 38,5 | 116   | 33    | 149   | –70   |
|                            | Parti Démocrate                    | 6 004 577  | 29,2 | 75    | 22    | 97    | +26   |
|                            | Parti national de la réunification | 3 574 419  | 17,4 | 24    | 7     | 31    | Nv    |
|                            | Nouveau parti de réforme politique | 369 044    | 1,8  | 1     | 0     | 1     | Nv    |
|                            | Parti du peuple                    | 319 041    | 1,5  | 0     | 0     | 0     | Nv    |
|                            | Parti de l'équité populaire        | 21 007     | 0,1  | 0     | 0     | 0     | Nv    |
|                            | Indépendants                       | 2 372 005  | 11,5 | 21    | 0     | 21    | +12   |
| Votes non valides / blancs | Votes non valides / blancs         | 259 670    | -    | -     | -     | -     | -     |
| Total                      | Total                              | 20 843 482 | 100  | 237   | 62    | 299   | -     |
| Total inscrit              | Total inscrit                      | 29 003 828 | 71,9 |       |       |       |       |
| Source: Nohlen et al.,     |                                    |            |      |       |       |       |       |